# Manuel Preciado Rebolledo
Manuel "Manolo" Preciado Rebolledo (El Astillero, 28 de agosto de 1957 – Sueca, 6 de junho de 2012) foi um futebolista espanhol, que jogava como zagueiro.
Após encerrar sua carreira como jogador, Manolo virou treinador.

## Carreira

### Como Jogador
- 1977–1982 - Racing Santander
- 1982–1984 - Linares
- 1984–1985 - Mallorca
- 1985–1986 - Alavés
- 1986–1987 - Ourense
- 1987–1992 - Gimnástica

### Como Treinador
- 1995–1996 - Gimnástica
- 1996–1997 - Racing B
- 2000 - Gimnástica
- 2000–2002 - Racing B
- 2002–2003 - Racing Santander
- 2003–2004 - Levante
- 2004 - Murcia
- 2005–2006 - Racing Santander
- 2006–2012 - Sporting Gijón

## Morte
Manolo morreu no dia 07 de Junho de 2012, aos 54 anos, vítima de um infarto fulminante. No dia anterior, ele havia sido anunciado como novo técnico do Villareal.

## Prêmios
- 2008 - Trofeo Miguel Muñoz - melhor técnico da 2a divisão espanhola.